# Вольшайм
Вольшайм (фр. Wolschheim) — коммуна на северо-востоке Франции в регионе Гранд-Эст (бывший Эльзас — Шампань — Арденны — Лотарингия), департамент Нижний Рейн, округ Саверн, кантон Саверн.
Площадь коммуны — 3,65 км², население — 308 человек (2006) с тенденцией к росту: 312 человек (2013), плотность населения — 85,5 чел/км².

## Население
Население коммуны в 2011 году составляло 310 человек, в 2012 году — 311 человек, а в 2013-м — 312 человек.
| 1962 | 1968 | 1975 | 1982 | 1990 | 1999 | 2006 | 2008 | 2011 | 2012 | 2013 |
| ---- | ---- | ---- | ---- | ---- | ---- | ---- | ---- | ---- | ---- | ---- |
| 217  | 239  | 235  | 247  | 265  | 296  | 308  | 312  | 310  | 311  | 312  |

Динамика населения:

## Экономика
В 2010 году из 195 человек трудоспособного возраста (от 15 до 64 лет) 160 были экономически активными, 35 — неактивными (показатель активности 82,1 %, в 1999 году — 76,6 %). Из 160 активных трудоспособных жителей работал 151 человек (81 мужчина и 70 женщин), 9 числились безработными (трое мужчин и шесть женщин). Среди 35 трудоспособных неактивных граждан 14 были учениками либо студентами, 14 — пенсионерами, а ещё 7 — были неактивны в силу других причин.